# Rudolf Steiner Verlag
Der Rudolf Steiner Verlag in Basel, Schweiz, ist ein deutschsprachiger Buchverlag, dessen Programm der Veröffentlichung und Verbreitung des Werkes Rudolf Steiners dient.

## Geschichte
Seine Anfänge finden sich im Beginn des 20. Jahrhunderts. Rudolf Steiners Mitarbeiterin und spätere Ehefrau Marie von Sievers gründete 1908 in Berlin den Philosophisch-Theosophischen Verlag, der 1915 in den Philosophisch-Anthroposophischen Verlag umbenannt wurde und den sie in den nächsten vier Jahrzehnten leitete. Nachdem Steiners erste wissenschaftliche und philosophische Titel bei verschiedenen renommierten Verlagen erschienen, wurden sämtliche seiner Publikationen ab 1908 in dem von Marie von Sievers gegründeten Verlag herausgegeben. Daneben wurde eine wachsende Zahl seiner Vortragsnachschriften publiziert, die bald den Hauptteil des Verlagsprogramms einnahmen. Seit 1923 befand sich der Verlag in Dornach und wurde von Marie Steiner bis zu ihrem Tod 1948 geleitet. Zu dieser Zeit waren bereits nahezu 500 Publikationen erschienen.
Rudolf Steiner hatte seine Frau testamentarisch als seine Rechtsnachfolgerin bestimmt. In ihren Händen lag fortan die Verwaltung und Herausgabe seines literarischen Nachlasses. Gegen Ende ihres Lebens gründete sie den Verein Rudolf Steiner Nachlassverwaltung, der die Verpflichtung übernahm, nach ihrem Tod eine chronologisch aufgebaute, systematisch gegliederte Gesamtausgabe von Steiners Werk zu besorgen. 1961 wurde eine erste Gesamtplanung des Projekts »Rudolf Steiner Gesamtausgabe« erarbeitet. Sie sollte 354 Textbände und zahlreiche künstlerische Arbeiten Steiners umfassen. Für diese Aufgabe wurde ein neuer Verlag gegründet, der seit 1971 den Namen Rudolf Steiner Verlag trägt. Dem bisherigen Philosophisch-Anthroposophischen Verlag wurde die weitere Veröffentlichung von Schriften Rudolf Steiners gerichtlich untersagt. Er konzentrierte sich daraufhin hauptsächlich auf die Herausgabe der Publikationen des Goetheanums und benannte sich dementsprechend um in Verlag am Goetheanum.
In den fünfzig Jahren seit dem Beginn des Projekts »Gesamtausgabe« wurden vom Rudolf Steiner Verlag über 340 Bände von Steiners Schriften und Vorträgen veröffentlicht. Hinzu kamen eine Reihe von Taschenbüchern, Einzelausgaben und Sonderveröffentlichungen. 2007 wurde der Verlag, der bis dahin noch der Nachlassverwaltung eingegliedert war, rechtlich unabhängig. Seitdem trägt er den Namen Rudolf Steiner Verlag AG. Unverändert ist seine Aufgabe geblieben, das Gesamtwerk Rudolf Steiners zu publizieren, verfügbar zu halten und der Öffentlichkeit zugänglich zu machen. Im August 2011 wurde der Verlagssitz nach Basel verlegt.

## Programm
Neben seinen Schriften hat Rudolf Steiner über 6000 Vorträge zu den verschiedensten Lebensbereichen gehalten. Daneben hat er zahlreiche Entwürfe und Skizzen aus den Bereichen Malerei, Design, Grafik, Plastik und Eurythmie hinterlassen. Demnach gliedert sich die Gesamtausgabe in Schriften, Vorträge und künstlerisches Werk. Die Gesamtausgabe ist auch digital erhältlich.
Im Laufe der Jahre sind aus dem Gesamtwerk, das in Leinenbänden vorliegt, rund 130 Taschenbücher produziert worden. Viele Vorträge Steiners gibt es zudem als Einzelausgaben. Seine Pastellskizzen und einige seiner etwa 1100 Wandtafelzeichnungen, die Steiner zur Veranschaulichung während seiner Vorträge fertigte, sind als Reproduktionen bzw. als Kunstdrucke erschienen. Die Beiträge zur Gesamtausgabe werden in loser Folge herausgebracht; sie enthalten im Wesentlichen Notizbucheinträge, Kommentare und Fragenbeantwortungen Steiners im Rahmen von Vorträgen. In der Reihe Rudolf Steiner Studien sind Publikationen zu verschiedenen Arbeitsbereichen Steiners erschienen, etwa über das Nietzsche-Archiv, über Rudolf Steiner als Designer oder über Andrej Belyj.